# George Slight
George Henry Slight Marshall, né le 30 septembre 1859 à Édimbourg (Écosse) et mort le 26 juin 1934 à Santiago (Chili), est un ingénieur civil écossais spécialisé dans la construction des phares.
En 1892, il fut contacté par le gouvernement du président du Chili Jorge Montt afin d’effectuer la conception et la construction d’un ensemble de phares situés sur les côtes chiliennes. Il est connu pour la construction de sept phares installés dans le détroit de Magellan ainsi que le phare Cabo Raper dans le golfe de Penas.